# Heck-Makak
Der Heck-Makak (Macaca hecki) ist eine Primatenart aus der Gattung der Makaken innerhalb der Familie der Meerkatzenverwandten (Cercopithecidae). Er ist eng mit dem Tonkean-Makak verwandt und wurde früher als dessen Unterart betrachtet.

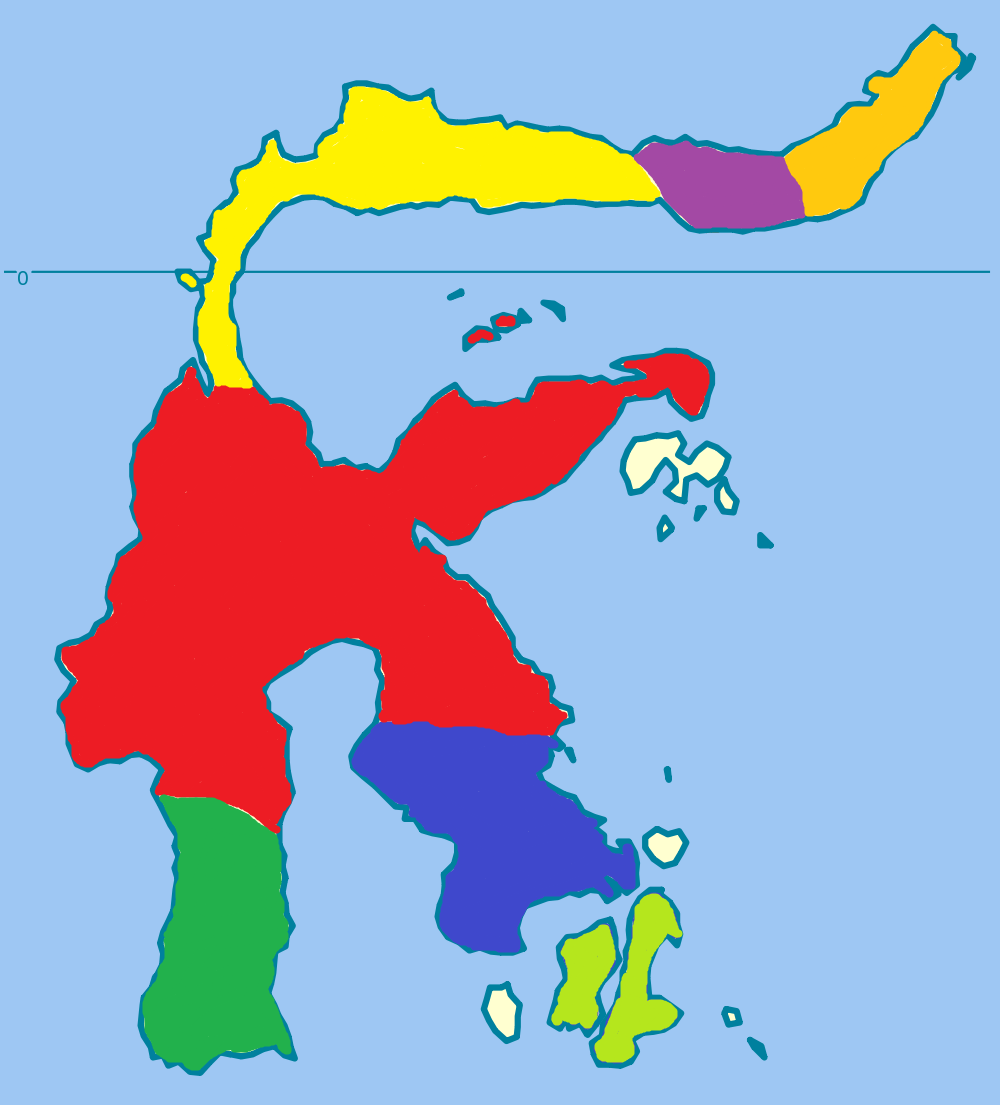
Gelb das Verbreitungsgebiet des Heck-Makaken

## Verbreitung
Heck-Makaken leben ausschließlich im Süden und in der Mitte der nördlichen Halbinsel der indonesischen Insel Sulawesi. Ihr Lebensraum sind ungestörte oder nur wenig vom Menschen beeinflusste tropische Regenwälder bis in Höhen von 1600 bis 1800 Metern. In den Wäldern herrscht ein feuchtes Klima mit einem jährlichen Niederschlag von 2500 bis 3000 mm im Jahr (in den Bergen noch mehr) und nur zwei bis drei relativ trockenen Monaten im Jahr. Inwieweit die Art auch in stark gestörten Wäldern oder Sekundärwäldern leben kann, ist bisher unbekannt.

## Merkmale
Heck-Makaken erreichen eine Kopfrumpflänge von 58 bis 68 (Männchen) bzw. 50 bis 57 (Weibchen) Zentimeter, wozu noch ein 2 bis 3 Zentimeter langer Schwanz kommt. Ihr Gewicht variiert zwischen 8 und 10 (Männchen) bzw. 7 bis 8 (Weibchen) Kilogramm.  Das Fell dieser Tiere ist auf dem Rücken schwarz und am Bauch braun, das schwarze Gesicht ist haarlos. Die Unterarme sind braun, die Beine grau oder hellbraun. Ein Haarschopf wie beim Schopfmakaken fehlt. Die bohnenförmigen, unbehaarten Sitzschwielen am Gesäß sind grau oder gelblich. Vom Gorontalo-Makak, der ebenfalls auf der nördlichen Halbinsel von Sulawesi aber östlich seines Verbreitungsgebietes vorkommt, unterscheidet sich der Heck-Makak vor allem durch einen weniger pavianähnlichen Kopf und die gegenüber dem Rumpf helleren Gliedmaßen. Der südlicher vorkommende Tonkean-Makak hat dagegen schwarze Gliedmaßen und einen Bauch der genau so schwarz wie der Rücken ist. Außerdem hat der Tonkean-Makak einen hellen Backenbart, der dem Heck-Makaken fehlt.

## Lebensweise
Über die Lebensweise der Heck-Makaken ist kaum etwas bekannt; die Art ist die am wenigsten erforschte Makakenart von Sulawesi. Heck-Makaken sind vor allem baumbewohnend (arboreal) und leben in 7 bis 20 Individuen starke Gruppen mit mehreren Männchen und Weibchen. Das Territorium, das eine Gruppe beansprucht, ist mit einer Fläche von mehr als 100 Hektar relativ groß. Junge Männchen verlassen mit Eintritt der Geschlechtsreife die Gruppe, während Weibchen dort verbleiben. Wie die beiden anderen Makakenarten der nördlichen Halbinsel von Sulawesi (Schopfmakak u. Tonkean-Makak) ernährt sich der Heck-Makak mehr von Früchten und Insekten und weniger von Blättern wie die Makaken im Süden Sulawesis. Außerdem werden Nutzpflanzen wie Mais, Yams, Maniok, Papaya, Bananen und Kakao verzehrt. Die Weibchen bekommen nach einer Tragzeit von 174 bis 196 Tagen ein einzelnes Jungtier. Die Mutter kümmert sich ein Jahr lang um das Jungtier, das mit im Alter von 4 Jahren geschlechtsreif wird.

## Gefährdung und Schutz
Aufgrund der Zerstörung ihres Lebensraums wird die Art von der IUCN in der Kategorie „gefährdet“ (Vulnerable) gelistet. In Indonesien ist die Art unter Schutz gestellt, es gibt jedoch keine wirksamen, größeren Schutzgebiete im Lebensraum der Art. Im Jahr 1994 wurde der Bestand auf 100.000 Tiere geschätzt. Seitdem hat er stark abgenommen.